# Ізвоз (Кіриський район)
Ізвоз (рос. Извоз) — селище у Кіриському районі Ленінградської області Російської Федерації.
Населення становить 4 особи. Належить до муніципального утворення Кусінське сільське поселення.

## Історія
Згідно із законом від 1 вересня 2004 року № 49-оз органом  місцевого самоврядування є Кусінське сільське поселення.

## Населення
| 1956 | 1965 | 1997 | 2002 | 2007 | 2010 | 2017 |
| ---- | ---- | ---- | ---- | ---- | ---- | ---- |
| 95   | ↗149 | ↘5   | ↗11  | ↘2   | ↗21  | ↘4   |